# Эллет, Элизабет
Элизабет Фрайс Люммис Эллет (англ. Elizabeth Fries Lummis Ellet; 18 октября 1818— 3 июня 1877) — американская писательница, историк и поэт. Она стала первым исследователем деятельности женщин, внёсших вклад в Войне за независимость США.
Свои первые произведения она опубликовала в 1835 году — книга «Poems, Translated and Original». Элизабет вышла замуж за химика Уильяма Генри Эллета (англ. William Henry Ellet) и переехала с ним в Южную Каролину. Она опубликовала несколько книг и печаталась во многих журналах. В 1845 году Элизабет Эллет вернулась в Нью-Йорк и заняла своё место в местном литературном сообществе. В том же году был опубликован её самый значительный труд — «Женщины Войны за Независимость» (англ. The Women of the American Revolution) — трёхтомник включал рассказы о жизни женщин-патриотов на заре истории Соединенных штатов Америки. Она продолжала писать вплоть до своей смерти в 1877 году.
Элизабет Эллет сыграла ключевую роль в публичном скандале, связанном со взаимоотношениями писателя Эдагара Алана По и поэтессы Фрэнсис Сарджент Осгуд.

## Биография
Элизабет Фрайс, урождённая Люммис родилась в 1818 году в Нью-Йорке. Её матерью была Сара Максвелл (англ. Sarah Maxwell, (1780—1849), дочь участника Войны за независимость, капитана Джона Максвелла (англ. John Maxwell). Во время войны Джон Максвелл служил лейтенантом в Сассексе, штат Нью-Джерси. Его повысили до капитана и он продолжил службу во Втором полку округа Хантердон, шт. Нью-Джерси. Он также служил при полку полковника Спенсера в составе Континентальной армии с 7 февраля 1777 года по 11 апреля 1778 года. Позднее он присоединился к армии Джорджа Вашингтона и командовал группой из 100 добровольцев.
Отцом Элизабет Эллет был Уильям Никсон Люммис (англ. William Nixon Lummis, (1775—1833), врач, изучавший медицину в Филадельфии под руководством врача Бенджамина Раша. В начале XIX века д-р Люммис покинул Филадельфию, он приобрёл поместье Пултни в Содус Пойнте, шт. Нью-Йорк. Элизабет Люммис посещала школу для девочек Aurora Female Seminary в городе Аврора (шт. Нью-Йорк), где она изучала французский, итальянский и немецкий языки. Первым её опубликованным произведением стал перевод «Euphemio of Messina» итальянского поэта и писателя Сильвио Пеллико (итал. Silvio Pellico). Элизабет было шестнадцать лет.

## Творчество
В 1835 году Элизабет Люммис опубликовала свою первую книгу «Poems, Translated and Original», в которую в том числе вошла её трагедия Teresa Contarini, основанная на истории Венеции, которая была поставлена в Нью-Йорке и других городах. В это же время она вышла замуж за Уильяма Генри Эллета (1806—1859), химика из Нью-Йорка. Он окончил Колумбийский колледж Колумбийского университета и получил золотую медаль за диссертацию о динитриле щавелевой кислоты. Пара переехала в Колумбию (шт. Южная Каролина), где он стал профессором химии, минералогии и геологии университета Южной Каролины в 1836 году. Он открыл недорогой способ изготовления нитроцеллюлозы, за что получил от штата серебряную медаль за заслуги.
В этот период Эллет опубликовала несколько книг. В 1839 году она написала критическое эссе «The Characters of Schiller», в которое были включены её переводы стихов Шиллера. Затем последовала «Scenes in the Life of Joanna of Sicily», живое описание увиденного ею за время путешествия по Соединенным штатам Америки в 1840 году. Она продолжала писать стихи, занималась переводами и писала эссе о Европейской литературе, которые публиковала в журналах American Monthly, North American Review, а также Southern Literary Messenger и Southern Quarterly Review. Эллет была весьма плодотворной и писала в самых различных жанрах.
В 1845 году Эллет, оставив мужа на юге, переехала в Нью-Йорк. Она стала частью местного литературного сообщества наряду с Маргарет Фуллер, Энн Линч Ботта, Эдгаром Аланом По, Руфусом Уилмотом Гризвольдом, Анной Корой Моват и Фрэнсис Сарджент Осгуд.

## Скандал

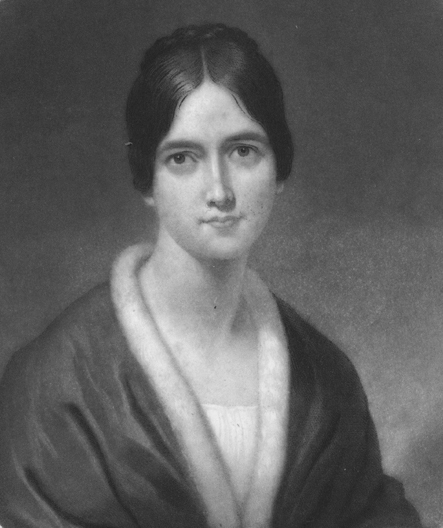
Эллет была задействована в скандальных отношения По и Осгуд (на портрете) в середине 40-х годов XIX века

Элизабет Эллет была одной из центральных фигур публичного скандала, развернувшегося в середине 1840-х годов в Нью-Йорке и связанного с романтическими отношениями, которые связывали Эдгара Аллана По и Фрэнсис Осгуд. Будучи несвободными, По и Осгуд состояли в активной переписке и обменивались кокетливыми стихотворными посланиями в периодике. Однако По, будучи к тому моменту весьма знаменитым, получал большое количество писем от поэтесс и писательниц; многие из этих писем были довольно личного характера, содержали кокетливые намёки, авторы писем флиртовали с По и даже объяснялись ему в любви. Писала ему письма и Элизабет Эллет, которая обсуждала с писателем литературные вопросы. Вполне возможно, что Эллет и Осгуд оказались соперницами, и Эллет боролась за внимание По. Эдгар По писал и посвящал стихи лишь Осгуд, которая была его музой при написании стихотворения «Валентина». Элизабет прислала По своё стихотворение «Coquette’s Song», которое должно было быть опубликовано в журнале «Broadway Journal» 13 декабря 1845 года. На страницах журнала незамедлительно завязалась резкая стихотворная перепалка между Эллет и Осгуд, в которой Эллет позиционировала себя «непорочной и чистой душой, старающейся спасти грешную душу Осгуд от неминуемой гибели в аду вместе с душой По».

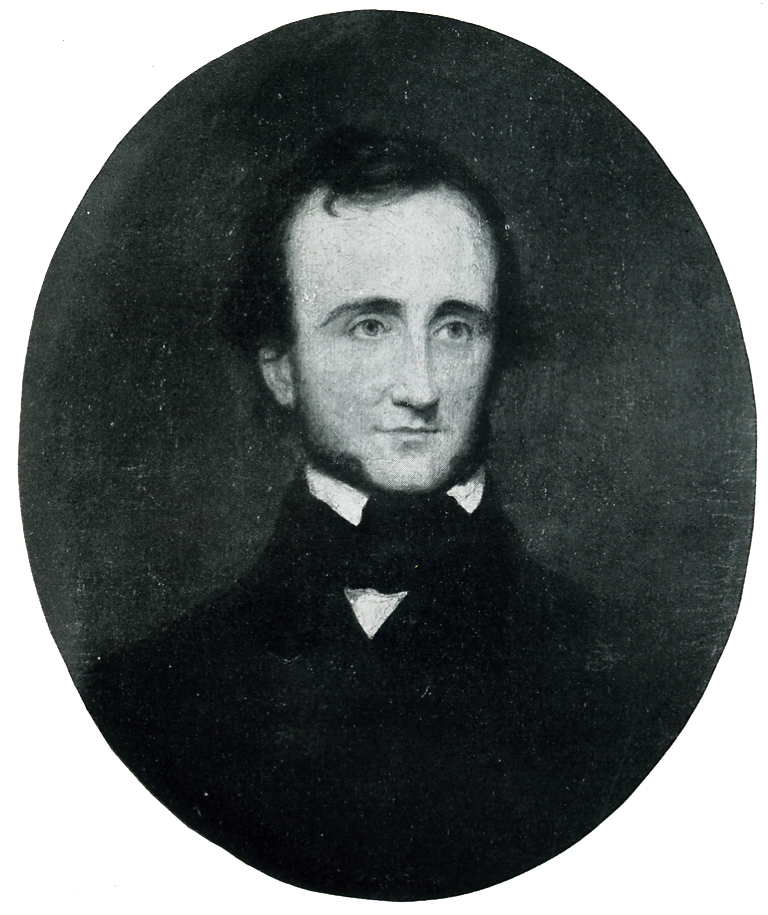
Портрет По работы С. С. Осгуда, 1840

В январе 1846 года Эллет посетила дом По, пообщалась с женой писателя, Вирджинией Клемм, которая, как утверждается[кем?], показала ей письма Осгуд. Она весьма настоятельно посоветовала Фрэнсис потребовать эти письма обратно, что от имени Осгуд и сделали Маргарет Фуллер и Анна Линч Ботта. По возмутило их вмешательство в его личную жизнь, и он посоветовал Эллет «получше следить за своими собственными письмами». Он, в частности, мог иметь в виду одно из её писем, написанное на немецком языке и содержавшее просьбу к По «навестить её у неё дома тем же вечером». Эта фраза могла быть истолкована как неприкрытая попытка соблазнения, но либо По не понял её, либо проигнорировал. Собрав все письма Эллет, По вернул их ей, однако вскоре она всё равно прислала к нему своего брата, полковника Уильяма Люммиса, с требованием о возврате переписки. Диалог между мужчинами получился весьма драматичным, Люммис угрожал По убийством, поскольку не верил уверениям По, что письма уже были возвращены.
Муж Фрэнсис Осгуд, Сэмуэль Стиллман Осгуд, грозился подать на Элизабет Эллет в суд, если она не принесёт извинений. Она написала Осгуд письмо, в котором предположила, что «показанные ей Вирджинией письма скорее всего были подделаны самим По». Она стала распространять слухи, что По не в себе и страдает лунатизмом. Слухи были подхвачены другими недоброжелателями По и вскоре просочились в газеты. Вскоре Осгуд вернулась к мужу, и скандал затих. Серьёзно больная жена По, Вирджиния, очень тяжело переживала скандал. Она получала анонимные письма, возможно, от Эллет, в которых сообщалось об опрометчивых поступках По. На смертном одре Вирджиния призналась, что «Миссис Э. убила её». Много лет спустя По так отзывался о ней: 

«Я презирал миссис Э. просто потому, что она вызывала у меня отвращение; она так никогда и не прекратила своего анонимного преследования». Оригинальный текст (англ.)«I scorned Mrs. E simply because she revolted me, and to this day she has never ceased her anonymous persecutions» — Эдгар Аллан По

## «Женщины Войны за Независимость»
Примерно в 1846 году Эллет начала свой большой исторический проект: истории жизни женщин, которые так или иначе принесли себя в жертву борьбе за независимость. Она изучала частные, неопубликованные письма и дневники, встречалась и интервьюировала потомков борцов за независимость. Она была первым исследователем борьбы за независимость, кто предпринял такие усилия.
Она собрала большое количество материала, нашло множество женщин-патриотов, и как результат первая часть «Женщин Войны за Независимость» (1848) была опубликована в двух томах. Эта работа была благосклонно принята, а третий том с дополнительными материалами был опубликован в 1850 году. Позднее историки признают этот труд самой важной из её работ.
Эллет рассказала историю женщин из каждой колонии и из самых разных слоев общества, за исключением афроамериканцев, чью роль она предпочла проигнорировать. Среди женщин, о которых она писала, были знаменитые Марта Вашингтон, Абигайль Адамс, Мёрси Отис Уоррен и Энн Элиза Бликер, внёсшие огромный вклад в дело борьбы за независимость. Помимо них, Эллет писала и о неизвестных, но с не меньшим вкладом в общее дело женщинах: женах героев, которые не страшась боевых действий воспитывали детей и защищали свои дома. Она писала: «сейчас практически невозможно переоценить то влияние, которое оказал женский патриотизм на судьбу молодой республики».
Составитель антологии и критик Руфус Вильмонт Гризвольд оказывал Элизабет Эллет содействие в подготовке книги и достал для неё разрешение на ознакомление с материалами Нью-Йоркского Исторического общества (New York Historical Society), членом которого он являлся. Эллет не упомянула в благодарственной надписи его содействие, чем вызвала гнев мстительного Гризвольда. В критической заметке он отметил, что «при содействие нескольких джентльменов, которые лучше знают наши общепринятые правила, она проделала интересную и ценную работу». Гризвольд также посвятил ей большой раздел в своей антологии «Поэтессы Америки» (англ. The Female Poets of America).

## Поздние годы и смерть

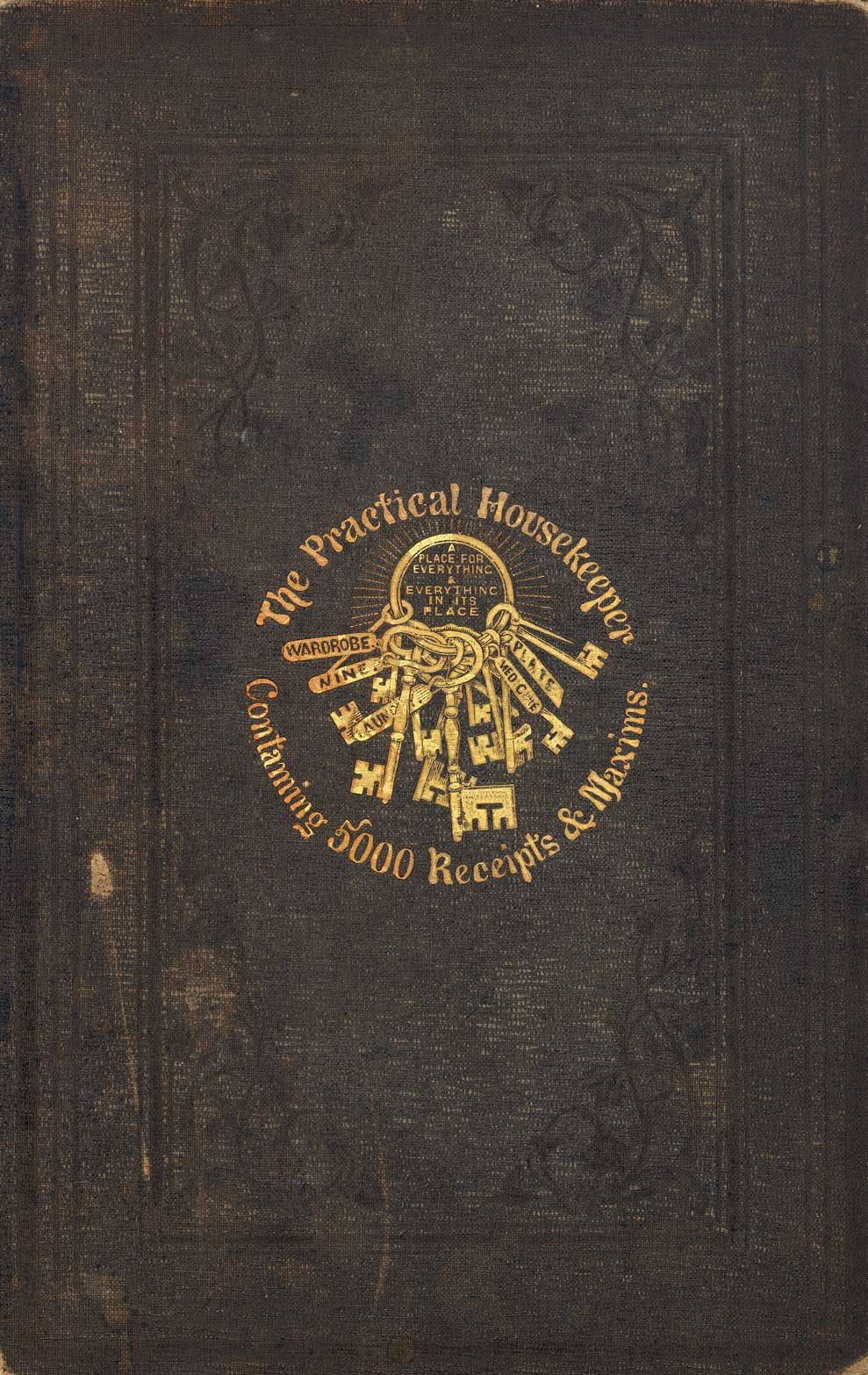
Обложка книги «Практическое Домоводство»

Будучи уважаемой и состоявшейся писательницей, Эллет написала свою следующую книгу «Family Pictures from the Bible» в 1849 году. В 1850 она опубликовала «Evenings at Woodlawn», сборник германских легенд и традиций, а также «Domestic History of the American Revolution», которая, возможно является единственной истории борьбы американцев за независимость, рассказанной с точки зрения как мужчин, так и женщин. С 1851 по 1857 год она писала «Watching Spirits», «Pioneer Women of the West», «Novelettes of the Musicians» и «Summer Rambles in the West». Эта книга была основана на путешествии, которое Элизабет Эллет совершила в 1852 году по реке Миннесота (англ. Minnesota River). Местный городок Eden Prairie получил своё название от Эллет; её именем там назван популярный туристический маршрут.
В 1857 году она опубликовала 600-страничную энциклопедию по ведению домашнего хозяйства и семейному бюджету под названием «Практическое Домоводство» (англ. «The Practical Housekeeper»). Книга была рассчитана на средний и высший класс, состояла из трёх частей: кулинария, ведение домашнего хозяйства и вопросы фармацевтики. Книга содержала тысячи рецептов и советов с ссылками на философов, ученых и античных мыслителей. Книга также включала более пятисот иллюстраций. В предисловии она написала: «В нашей стране еще никогда не публиковалась такого всеобъемлющего труда по Домашнему Хозяйству в форме удобного руководства».
Среди более поздних её работ «Women Artists in All Ages and Countries» (1859), первая книга подобного рода, которая подробно рассказывает о женщинах-художницах. Также опубликованы «The Queens of American Society» (1867), и «Court Circles of the Republic» (1869), своего рода обзор жизни общества за время правления восемнадцати президентов: от Джорджа Вашингтона до Гранта.
В 1850 году Эллет вместе с мужем перебралась в Нью-Йорк, где он провёл последние годы жизни в качестве консультанта Манхэттанской Газовой Компании (англ. Manhattan Gas Company).
В 1852 году Эллет оказалась в центре ещё одного скандала. На этот раз дело касалось развода Руфуса Вильмонта Гризвольда с его второй женой Шарлоттой Мэйерс. Эллет и Энн С. Стивенс написали Шарлотте и посоветовали развода Гризвольду не давать. Они также написали Гарриет МакГриллс (англ. Harriet McCrillis), которая после развода собиралась выйти замуж за Гризвольда, и посоветовали её прекратить с ним всякие отношения. Когда развод был получен, они вновь написали Мейерс и посоветовали подать апелляцию. Ответный иск заслушивался в суде 24 февраля 1856 года, где Эллет и Стивенс выступали свидетелями и давали подробнейшие показания о характере Гризвольда. Однако ни Гризвольд, ни Мейерс на слушания не пришли и в иске было отказано. Когда Гризвольд умер в 1857 году, Сара Энн Льюис (англ. Sarah Anna Lewis), его друг и писательница, высказала предположение, что Эллет поспособствовала ухудшению его здоровья, и что она «ускорила его смерть».

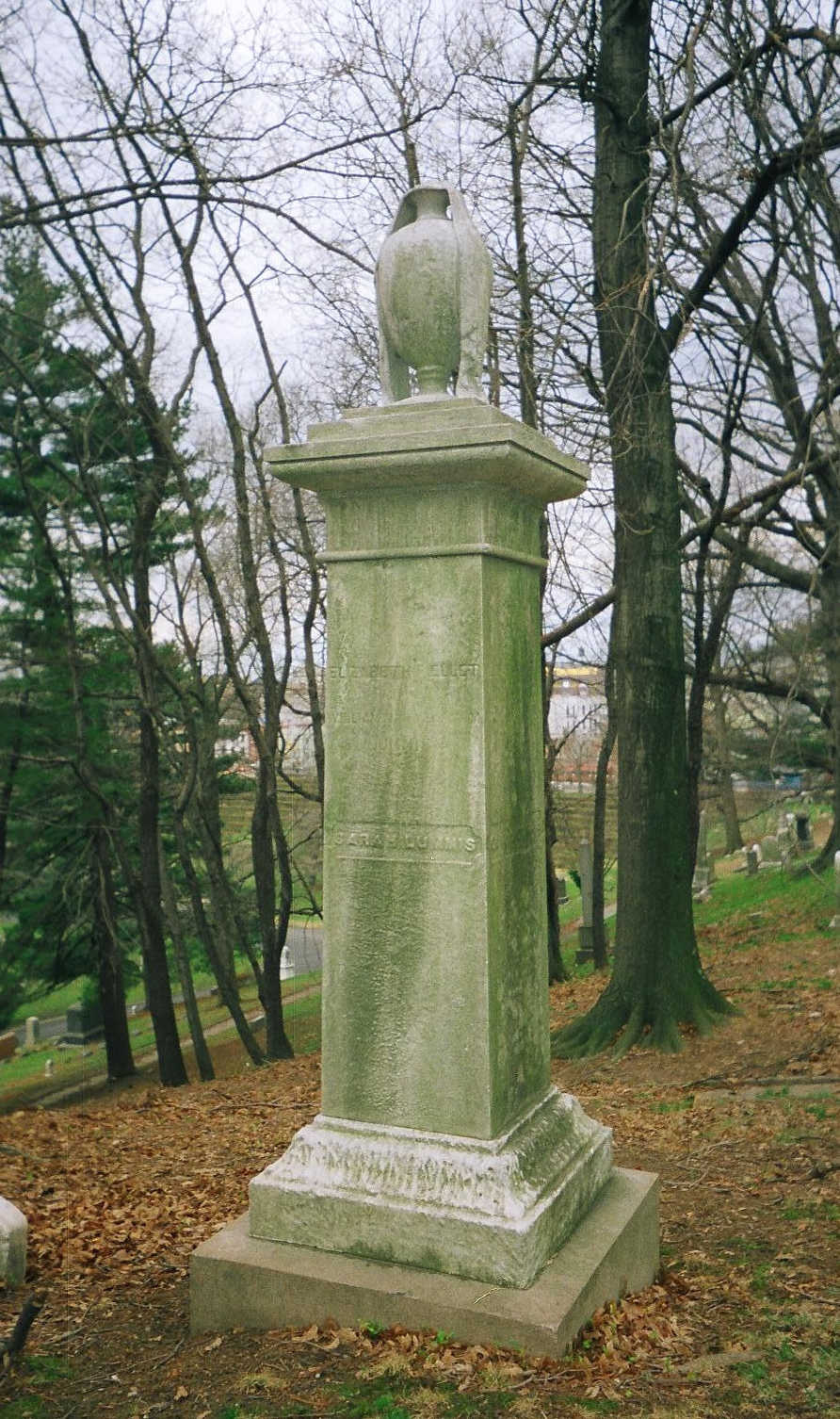
Могила Элизабет Эллет на Гринвудском кладбище в Нью-Йорке

В 1857 года она сменила Энн Стивенс на посту главного редактора New York Evening Express. Её муж умер двумя годами позже в 1859 году. Она продолжала писать и, несмотря на то, что своих детей у неё не было, она помогала благотворительным обществам собирать деньги на нужды бедных женщин и детей. В конце жизни она перешла в католицизм, хотя всю сознательную жизни принадлежала к Епископальной церкви. Элизабет Эллет умерла в Нью-Йорке 3 июня 1877 года и была похоронена на кладбище Грин-Вуд в Бруклине.

## Список произведений
- 1834 — Эуфемиус из Мессины / Euphemio of Messina (переводы)
- 1835 — Поэмы в оригинале и в переводе / Poems, Translated and Original (включая трагедию Teresa Conarini)
- 1839 — Знаки Шиллера / The Characters of Schiller
- 1840 — Иоанна Английская / Joanna of Sicily
- 1840 — Прогулки по стране / Rambles about the Country
- 1848-50 — Женщины Войны за независимость / The Women of the American Revolution (3 тома)
- 1849 — Вечера в Вудлоне / Evenings at Woodlawn
- 1849 — Семейные истории из Библии / Family Pictures from the Bible
- 1850 — Национальная история Американской революции / Domestic History of the American Revolution
- 1851 — Духи-блюстители / Watching Spirits
- 1851 — Новелетта Музыканта / Nouvelettes of the Musicians
- 1852 — Женщины-первооткрыватели Запада / Pioneer Women of the West
- 1853 — Летние прогулки по Западу / Summer Rambles in the West
- 1857 — Практическое домоводство / «The Practical Housekeeper»
- 1859 — Женщины-художника всех времен и народов / «Women Artists in All Ages and Countries»
- 1867 — Королевы Американского общества / The Queens of American Society
- 1869 — Court Circles of the Republic